# Роде, Эббе
Эббе Роде (дат. Ebbe Rode; 10 мая 1910, Фредериксберг — 23 мая 1998, Копенгаген) — датский актёр театра и кино, поэт и писатель
.

## Биография
Родился в семье писателя и критика Хельге Роде. Дебютировал на сцене Копенгагенского «Дагмартеатра» в 1931 году. В 1932—1956 годах — актёр Королевского театра Дании, затем периодически выступал в различных театрах страны. Исполнил много ролей в большом количестве пьес.
Блестящая сценическая техника и отличные внешние данные дали возможность Эббе Роде стать одним из наиболее популярных датских актёров. Его комедийные работы отличала яркая, своеобразная эксцентричность: Мальволио («Двенадцатая ночь» Шекспира), сэр Питер («Школа злословия» Шеридана), Шас (одноименная пьеса Сои), Хиггинс («Пигмалион» Б. Шоу), Хлестаков («Ревизор» Н. В. Гоголя, Крутицкий («На всякого мудреца довольно простоты» А. Островского) и др.
Эббе Роде — мастер сложного психологического рисунка. Это особенно полно проявилось в таких ролях, как Освальд; адвокат Хельмер («Кукольный дом» Ибсена), Саннес («Банкротство» Бьёрнсона), Аладдин (одноименная пьеса Эленшлегера), Борх («30 лет спустя» Сои), Артур («Братья и сестра» Браннера), Йон («Лишняя женщина» Сённербю), Тригорин («Чайка» Чехова).
Лучшая работа Эббе Роде — трагический, исполненный страстного жизнелюбия образ сказочника Андерсена в фантастической пьесе К. Абелля «Андерсен, или Сказка его жизни».
Эббе Роде — автор стихов и сборника театральных очерков «Волшебное золото» (1960).
Снимался в кино с 1933 года, сыграл роли в около 50 датских фильмах.
Был женат на актрисах Бодиль Кьер (1939—1948), Хелле Виркнер (1949—1959) и Нине Пенс (1959—1983).

## Избранная фильмография
- Танго / Tango — 1933
- Провинция зовёт / Provinsen kalder — 1935
- Миллионер / Millionærdrengen — 1936
- Умный человек / Den kloge mand — 1937
- Balletten danser — 1938
- Frøken Vildkat — 1942
- Lykken kommer — 1942
- Выбитая из колеи / Afsporet — 1942
- Søren Søndervold — 1942
- Som du vil ha' mig — 1943
- Familien Gelinde — 1944
- Teatertosset — 1944
- Frihed, lighed og Louise — 1944
- Восемь аккордов / Otte akkorder — 1944
- Spurve under taget — 1944
- To som elsker hinanden — 1944
- Невидимая армия / Den usynlige hær — 1945
- Дитте — дитя человеческое / Ditte Menneskebarn — 1946
- Jeg elsker en anden — 1946
- В семействе паника / Familien Swedenhielm — 1947
- Возьми то, что тебе нужно / Ta', hvad du vil ha' — 1947
- Кристинус Бергман / Kristinus Bergman — 1948
- Йон и Ирена / John og Irene — 1949
- For frihed og ret — 1949
- Твоё прошлое забыто / Din fortid er glemt — 1950
- Nålen — 1951
- Fireogtyve timer — 1951
- Vi som går stjernevejen — 1956
- Я люблю тебя / Jeg elsker dig — 1957
- Гарри и дворецкий / Harry og kammertjeneren — 1961
- Об этом напечатали в газете / Det stod i avisen — 1962
- Гертруда / Gertrud — 1964
- Соседи / Naboerne — 1966
- Неверность / Utro — 1966 — Торбен
- Tre mand frem for en trold — 1967
- Oktoberdage — 1970
- Вандализм / Hærværk — 1977
- Rend mig i traditionerne — 1979
- Неприлично / De uanstændige — 1983
- Пир Бабетты / Babettes gæstebud — 1987
- Sidste akt — 1987
- Лихорадка от сена / Høfeber — 1991

## Награды
- Орден Данеброг
- Премия Нильса (1997)